# ルカ・ヨヴィッチ
ルカ・ヨヴィッチ（セルビア語キリル: Лука Јовић、1997年12月23日 - ）は、ボスニア・ヘルツェゴビナ・ビイェリナ出身のサッカー選手。ギリシャ・スーパーリーグ・AEKアテネFC所属。セルビア代表。ポジションはFW。

## クラブ経歴

### レッドスター
クロアチアやセルビアの国境に近いビイェリナにて誕生。セルビア人の父親、ミラン・ヨヴィッチもパルチザン・ベオグラードなどでプレー経験のある元プロサッカー選手であった。幼少期に父親の母国セルビアのロズニツァに移住、2005年にレッドスター・ベオグラードのスカウトを受け、同クラブの下部組織に入団。2014年5月のリーグ優勝を賭けた最終節の大一番、FKヴォイヴォディナ・ノヴィ・サド戦で、同クラブの最年少記録保持者であったデヤン・スタンコビッチを上回る16歳5ヶ月5日でプロデビューを果たしたばかりか、途中出場から3分後にはプロ初ゴールを挙げ、史上最年少得点記録も塗り替えた。さらにこのゴールは値千金の同点弾となり、レッドスターは最終節を引き分けに持ち込み、勝ち点1差でライバルのパルチザンをかわしてリーグ優勝を飾った。実質プロ1年目の2014-15シーズンもリーグ戦6ゴールを挙げ、世代別セルビア代表でも順調にゴールを重ね、レッドスターのズヴェズダン・テルジッチSDはヨヴィッチを「セルビアのファルカオ」と絶賛した。

### ベンフィカ
その活躍を受け、ポルトガルの強豪クラブ、SLベンフィカが獲得に動き始め、当時18歳であったヨヴィッチは国外移籍は時期尚早と残留を希望していたが、当時のレッドスターは深刻な財政難に陥っており、2016年2月に移籍金600万ユーロ（当時のレートで約8億円）という高額なオファーを受け入れてクラブ間合意、ヨヴィッチはベンフィカと5年契約を結んだ。後にこの移籍は、分割払いを提示したベンフィカ側に対してレッドスターは一括での支払いを求め、ベンフィカ側は大物代理人、ピニ・ザハビに仲介を依頼してキプロス・ファーストディビジョンのアポロン・リマソールを迂回しての移籍（ヨヴィッチ自身はアポロンではプレーしていない）であったことが報じられている。しかしベンフィカではジョナス、ラウル・ヒメネス、コンスタンティノス・ミトログルという攻撃陣の分厚い選手層に阻まれ、さらにヨヴィッチ自身も適応に苦しんだこともあり、Bチームへの降格を命じられた。ベンフィカBのエウデル・クリストヴァン監督はヨヴィッチを高く評価していたが、トップチームでの出場はわずか2試合に留まり、ヨヴィッチは移籍を志願する。

### フランクフルト
2017年6月、アイントラハト・フランクフルトにレンタル移籍することが発表された。契約期間は2年間で移籍金700万ユーロでの完全移籍オプション付。周囲は懐疑的であったが、この移籍は転機となり、同じ旧ユーゴスラビア出身の元プロサッカー選手であるフレディ・ボビッチ取締役のサポートや恩師となるニコ・コヴァチ監督の指導を受け、急成長を遂げ、2017年9月16日のリーグ戦第4節のFCアウクスブルク戦でフランクフルトでの初ゴールを挙げ、2017-18シーズンはリーグ戦22試合に出場して8ゴールを記録、特にDFBポカールの準決勝のシャルケ04戦では決勝進出を決める値千金の決勝点を挙げ、決勝でもフランクフルトはFCバイエルン・ミュンヘンを破り、DFBポカール優勝に貢献した。
2年目の2018-19シーズンは、恩師のコヴァチは退任したが、後任のアドルフ・ヒュッター監督からも信頼を受け、本格的に才能を開花させる。2018年10月19日の第8節のフォルトゥナ・デュッセルドルフ戦では5ゴールを挙げる大活躍を見せ、1試合5ゴールの最年少記録を塗り替えた。2019年4月、フランクフルトは完全移籍オプションを行使し、2023年6月までの契約を結んだことを発表した。

### レアル・マドリード

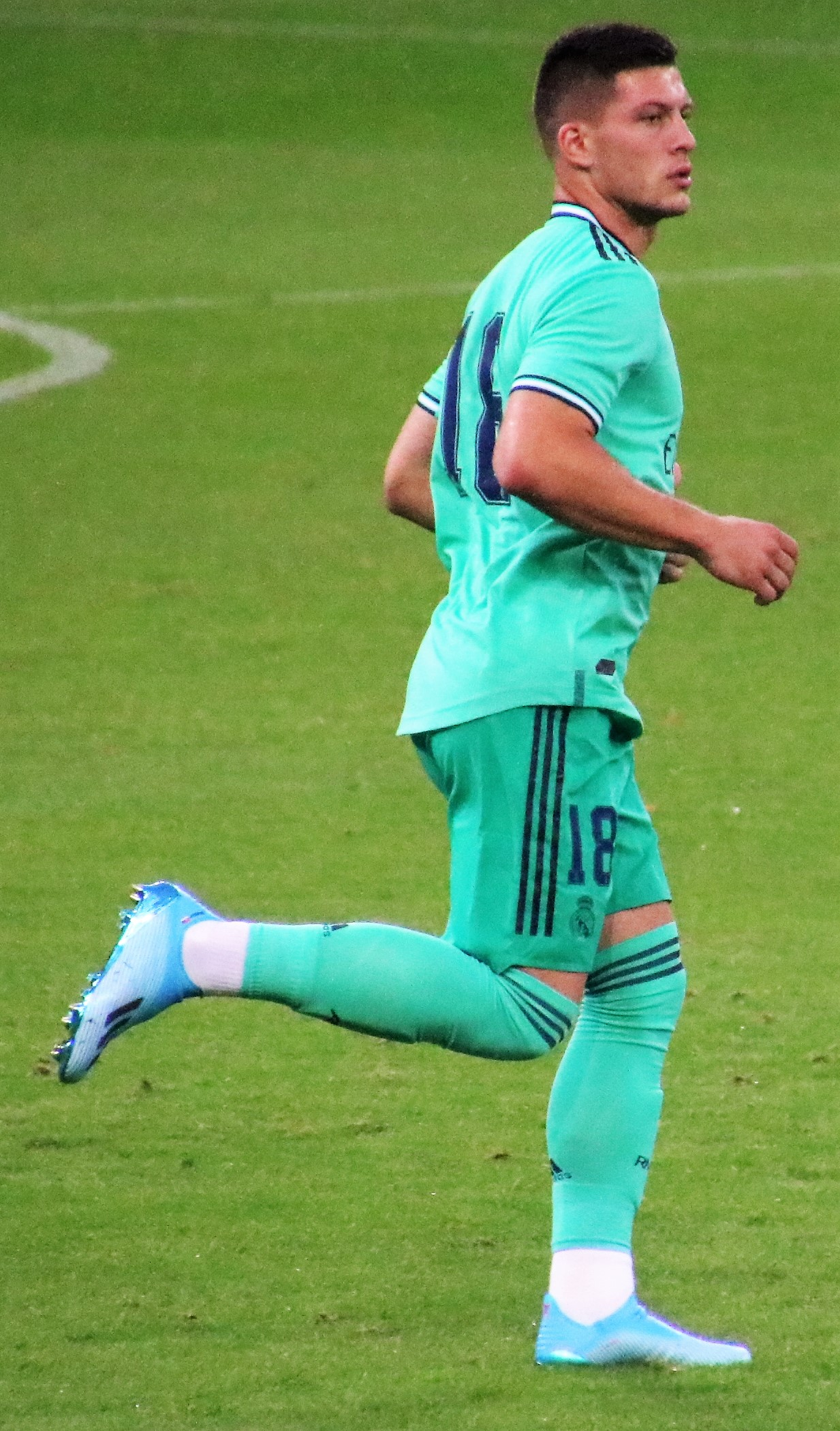
レアル・マドリードでのヨヴィッチ（2019年）

2019年6月4日、レアル・マドリード移籍が発表。契約期間は6年間で移籍金は6000万ユーロ＋ボーナス500万ユーロ（当時のレートで最大で約78億円）、この内の30％はベンフィカ側に支払われると報じられている。リーガ第11節のレガネス戦で後半ロスタイムに移籍後初ゴールを決めた。2020年3月にセルビアに帰国した際に、新型コロナウイルス蔓延を阻止するため、感染が広がっている国から帰国した場合は最大28日間自主的な隔離が義務付けられているのにもかかわらず、交際中の女性の誕生日パーティーに参加したとして批判された。更に11月にはウイルスに感染し、チームから一時離脱。相次ぐ素行不良にジネディーヌ・ジダン監督も見切りを付けたと言われ、2021年1月にはシーズン終了まで古巣フランクフルトへレンタルで移籍することとなった。
フランクフルトでは移籍後初戦となった対シャルケ04戦でいきなり2ゴールを挙げる大活躍を見せ、移籍後の3試合で3ゴールとレアル時代の鬱憤晴らす活躍を見せるかに思われたが、その後の9試合は無得点と結果を出せず、既にアンドレ・シルヴァが新エースに君臨していたこともあって最終的に18試合に出場して4ゴール2アシストに留まった。またこの時、レアルでの苦戦の理由についてチーム戦術や言語面で適応出来なかったことを明かしている。
2021年7月、レアル・マドリードに復帰。イングランドやイタリアの複数のクラブへの移籍も報じられたが、残留して2021-2022シーズンを迎えた。しかしポジションを争うカリム・ベンゼマが全盛期と思わせる好調を維持していたこともあって再び控えに甘んじることとなった。しかし第16節の対レアル・ソシエダ戦ではベンゼマの負傷交代で巡ってきたチャンスで1ゴール1アシストの活躍を見せて勝利の立役者となった。しかし、このゴールがシーズン最初で最後のゴールとなり、2021-2022シーズンはリーグ戦で15試合出場1ゴールという結果に終わった。

### フィオレンティーナ
2022年7月8日、ACFフィオレンティーナと契約したことが発表された。契約期間は2年間で移籍金はフリー。移籍金が発生しなかった背景には、戦力外のヨヴィッチの高額なサラリーの削減を望んでいたレアル・マドリードはヨヴィッチとの契約を解消、フィオレンティーナ側は移籍金を支払わない代わりに次回の移籍時の移籍金の50％をレアル・マドリード側が得るという契約を結んだと報じられている。

### ミラン
2023年9月1日、ACミランと2024年6月30日までの契約を結んだことが発表された。9月16日、セリエA第4節インテル戦にて後半77分、タイアニ・ラインデルスと交代で出場を果たしミランデビューを果たす。12月2日、第14節フロジノーネ・カルチョ戦にて前半43分、相手のクリアボールに反応しダイレクトで左足を振り抜くボレーシュートを決め、待望のミラン初ゴールをマークした。
2023-24シーズン終了後にミランは1年間の契約延長オプションを行使し、2024-25シーズンからは背番号を「9」に変更したが、アルバロ・モラタやタミー・アブラハムが加入した影響もあってヨヴィッチはチャンピオンズリーグの登録メンバーには含まれなかった。2024年10月頭より鼠径部痛症候群（スポーツ性恥骨通）により欠場を余儀なくされる。恥骨痛の問題を解決するために手術を受け、競技力の回復を目的としたリハビリプログラムを開始。2025年1月18日、セリエA第21節ユヴェントス戦にて後半80分、タミー・エイブラハムの負傷による交代で途中出場、復帰を果たす。2025年6月30日、契約満了により退団した。

### AEKアテネ
2025年8月5日、ギリシャのAEKアテネに加入した。

## 代表経歴
各年代でセルビア代表に選出されている。2013年12月のU-17クロアチア戦ではハットトリックを達成した。主要大会ではUEFA U-19欧州選手権2014に参加、ゴールも挙げた。
2018年5月、フル代表0キャップながら2018 FIFAワールドカップ参加メンバーに選出された。大会直前に開催されたチリ代表戦でフル代表デビュー。ワールドカップ本戦ではブラジル戦に出場した。
2019年3月、ドイツ代表との親善試合で代表初ゴールを挙げた。
2024年6月、セルビアにとって旧ユーゴスラビア体制崩壊後初となるUEFA欧州選手権に挑むメンバーの一員に選出されたヨヴィッチは、UEFA EURO 2024・グループCのスロバキア戦で0-1のビハインドの状況で後半のアディショナルタイムにCKから得点し、セルビア代表として初のEUROでの勝ち点獲得に貢献した。

## 個人成績

### クラブ
2025年5月25日現在
| クラブ             | シーズン | リーグ         | リーグ戦 | リーグ戦 | カップ戦 | カップ戦 | 国際大会 | 国際大会 | その他 | その他 | 合計 | 合計 |
| クラブ             | シーズン | リーグ         | 出場     | 得点     | 出場     | 得点     | 出場     | 得点     | 出場   | 得点   | 出場 | 得点 |
| ------------------ | -------- | -------------- | -------- | -------- | -------- | -------- | -------- | -------- | ------ | ------ | ---- | ---- |
| レッドスター       | 2013-14  | スーペルリーガ | 1        | 1        | 0        | 0        | 0        | 0        | 0      | 0      | 1    | 1    |
| レッドスター       | 2014-15  | スーペルリーガ | 22       | 6        | 2        | 0        | 0        | 0        | 0      | 0      | 24   | 6    |
| レッドスター       | 2015-16  | スーペルリーガ | 19       | 5        | 2        | 1        | 2        | 0        | 0      | 0      | 23   | 6    |
| レッドスター       | 通算     | 通算           | 42       | 12       | 4        | 1        | 2        | 0        | 0      | 0      | 48   | 13   |
| ベンフィカ         | 2015-16  | プリメイラ     | 1        | 0        | 0        | 0        | 1        | 0        | 0      | 0      | 2    | 0    |
| ベンフィカ         | 2016-17  | プリメイラ     | 1        | 0        | 0        | 0        | 0        | 0        | 1      | 0      | 2    | 0    |
| ベンフィカ         | 通算     | 通算           | 2        | 0        | 0        | 0        | 1        | 0        | 1      | 0      | 4    | 0    |
| フランクフルト     | 2017-18  | ブンデスリーガ | 22       | 8        | 5        | 1        | -        | -        | 0      | 0      | 27   | 9    |
| フランクフルト     | 2018-19  | ブンデスリーガ | 32       | 17       | 1        | 0        | 14       | 10       | 1      | 0      | 48   | 27   |
| フランクフルト     | 2020-21  | ブンデスリーガ | 18       | 4        | 0        | 0        | -        | -        | 0      | 0      | 18   | 4    |
| フランクフルト     | 通算     | 通算           | 72       | 29       | 6        | 1        | 14       | 10       | 1      | 0      | 93   | 40   |
| レアル・マドリード | 2019-20  | プリメーラ     | 17       | 2        | 3        | 0        | 5        | 0        | 2      | 0      | 27   | 2    |
| レアル・マドリード | 2020-21  | プリメーラ     | 4        | 0        | 0        | 0        | 1        | 0        | 0      | 0      | 5    | 0    |
| レアル・マドリード | 2021-22  | プリメーラ     | 15       | 1        | 1        | 0        | 3        | 0        | 0      | 0      | 19   | 1    |
| レアル・マドリード | 通算     | 通算           | 36       | 3        | 4        | 0        | 9        | 0        | 2      | 0      | 51   | 3    |
| フィオレンティーナ | 2022-23  | セリエA        | 31       | 6        | 4        | 1        | 15       | 6        | 0      | 0      | 50   | 13   |
| ミラン             | 2023-24  | セリエA        | 23       | 6        | 2        | 2        | 5        | 1        | 0      | 0      | 30   | 9    |
| ミラン             | 2024-25  | セリエA        | 15       | 2        | 2        | 0        | 0        | 0        | 0      | 0      | 17   | 2    |
| ミラン             | 通算     | 通算           | 38       | 8        | 4        | 2        | 5        | 1        | 0      | 0      | 47   | 11   |
| 総通算             | 総通算   | 総通算         | 221      | 58       | 22       | 5        | 46       | 17       | 4      | 0      | 293  | 80   |

| クラブ      | シーズン | リーグ     | リーグ戦 | リーグ戦 | 合計 | 合計 |
| クラブ      | シーズン | リーグ     | 出場     | 得点     | 出場 | 得点 |
| ----------- | -------- | ---------- | -------- | -------- | ---- | ---- |
| ベンフィカB | 2015-16  | リーガプロ | 7        | 2        | 7    | 2    |
| ベンフィカB | 2016-17  | リーガプロ | 11       | 2        | 11   | 2    |
| 総通算      | 総通算   | 総通算     | 18       | 4        | 18   | 4    |

## 代表歴

### 出場大会
- セルビア代表
  - 2018 FIFAワールドカップ
  - 2022 FIFAワールドカップ

### 試合数
- 国際Aマッチ 44試合 11得点（2018年-）[38]

| セルビア代表 | 国際Aマッチ | 国際Aマッチ |
| 年           | 出場        | 得点        |
| ------------ | ----------- | ----------- |
| 2018         | 3           | 0           |
| 2019         | 4           | 2           |
| 2020         | 4           | 3           |
| 2021         | 9           | 2           |
| 2022         | 10          | 3           |
| 2023         | 1           | 0           |
| 2024         | 11          | 1           |
| 2025         | 2           | 0           |
| 通算         | 44          | 11          |

### 得点
| #  | 開催年月日     | 開催地                                         | 対戦国         | スコア | 結果               | 試合概要                  |
| -- | -------------- | ---------------------------------------------- | -------------- | ------ | ------------------ | ------------------------- |
| 1  | 2019年3月20日  | ヴォルフスブルク, フォルクスワーゲン・アレーナ | ドイツ         | 1-0    | 1-1                | 親善試合                  |
| 2  | 2019年6月10日  | ベオグラード, ライコ・ミティッチ・スタディオン | リトアニア     | 3-0    | 4-1                | EURO 2020予選             |
| 3  | 2020年11月12日 | ベオグラード, ライコ・ミティッチ・スタディオン | スコットランド | 1-1    | 1-1 (延長) (4-5 p) | EURO 2020予選             |
| 4  | 2020年11月18日 | ベオグラード, ライコ・ミティッチ・スタディオン | ロシア         | 2-0    | 5-0                | ネーションズリーグ2020-21 |
| 5  | 2020年11月18日 | ベオグラード, ライコ・ミティッチ・スタディオン | ロシア         | 4-0    | 5-0                | ネーションズリーグ2020-21 |
| 6  | 2021年9月1日   | デブレツェン, ナジェルデイ・シュタディオン     | カタール       | 2-0    | 4-0                | 親善試合                  |
| 7  | 2021年11月11日 | ベオグラード, ライコ・ミティッチ・スタディオン | カタール       | 2-0    | 4-0                | 親善試合                  |
| 8  | 2022年6月5日   | ベオグラード, ライコ・ミティッチ・スタディオン | スロベニア     | 3-1    | 4-1                | ネーションズリーグ2022-23 |
| 9  | 2022年6月9日   | ソルナ, フレンズ・アレーナ                     | スウェーデン   | 1-0    | 1-0                | ネーションズリーグ2022-23 |
| 10 | 2022年11月18日 | アラード, アル・ムハラク・スタジアム           | バーレーン     | 5-1    | 5-1                | 親善試合                  |
| 11 | 2024年6月20日  | ミュンヘン, アリアンツ・アレーナ               | スロベニア     | 1-1    | 1-1                | EURO 2024                 |

## タイトル

### クラブ
レッドスター・ベオグラード
- セルビア・スーペルリーガ：2015-16

ベンフィカ
- プリメイラ・リーガ：2015-16, 2016-17

フランクフルト
- DFBポカール：2017-18

レアル・マドリード
- プリメーラ・ディビシオン：2019-20, 2021-22
- スーペルコパ・デ・エスパーニャ：2019-20, 2021-22
- UEFAチャンピオンズリーグ：2022-23

個人
- UEFAヨーロッパリーグ 優秀選手：2018-19